# Турлибай-батир
Турлиба́й-бати́р (каз. Тұрлыбай Батыр) — село у складі Меркенського району Жамбильської області Казахстану. Входить до складу Жамбильського сільського округу.
До 2011 року село називалось Красна Зоря.
Населення — 579 осіб (2021; 309 у 2009, 282 у 1999, 580 у 1989).